# Wilhelm Krause (konstnär)
Wilhelm August Leopold Christian Krause, född den 27 februari 1803 i Dessau, död den 8 januari 1864 i Berlin, var en tysk målare. 
Krause, som erhöll sin huvudsakliga utbildning under Wach i Berlin, vann ett namn som mycket sökt lärare och som grundläggare av marinmåleriet i Berlin. Sitt första sjöstycke målade han innan han hade sett havet, som han senare, genom resor till Rügen, Norge (1831), Holland, Frankrike med mera, studerade noga och återgav i (särskilt i teckning) omsorgsfullt redovisande arbeten. De väckte mycket bifall i Berlin och fann sin väg till tyska museer. I Berlins Nationalgalleri finns exempelvis "Pommersk kust" (1828).